# K2-3 d
K2-3 d è un pianeta extrasolare di tipo super Terra in orbita attorno alla stella K2-3, una nana rossa situata a 137 anni luce dal sistema solare, in direzione della costellazione del Leone. È stato scoperto nel 2015 con il metodo del transito dal telescopio spaziale Kepler, durante l'estensione della sua missione denominata K2.

## Caratteristiche
Il pianeta ha un raggio del 65% superiore a quello terrestre, mentre la sua massa non nota con precisione, era inizialmente stata stimata in 7,5 ± 3,0 M⊕, tuttavia analisi spettroscopiche condotte con HARPS nel 2018 ne hanno ridimensionato sensibilmente il valore a un massimo di 2,8 masse terrestri, suggerendo che molto più probabilmente il pianeta sia un mininettuno senza superficie solida, piuttosto che una pianeta roccioso. È il terzo pianeta del sistema in ordine di distanza dalla stella, orbitando a 0,21 UA in un periodo di 44,6 giorni.
K2-3 d è situato nei pressi del bordo interno della zona abitabile della stella e il suo indice di similarità terrestre è relativamente elevato, di 0,80, mentre la sua temperatura di equilibrio è stimata in 280 K (Terra=255 K). Tuttavia esistono dubbi sulla sua abitabilità, derivanti dall'orbitare una nana rossa, come la rotazione sincrona, che fa in modo che il pianeta volga sempre lo stesso emisfero alla stella, anche se lungo il terminatore potrebbe esistere una temperatura adatta per mantenere acqua liquida in superficie. 
Un altro aspetto negativo riguardo l'abitabilità è che, essendo più massiccio della Terra, è probabile che esso sia dotato di una densa atmosfera, in grado di elevare notevolmente la temperatura a causa di un forte effetto serra.